# Fundación Unicaja
La Fundación Unicaja es una fundación bancaria española con sede en Málaga. Es la entidad resultante de la transformación, en 2014, del Monte de Piedad y Caja de Ahorros de Ronda, Cádiz, Almería, Málaga, Antequera y Jaén, una caja de ahorros cuyo nombre comercial era "Unicaja", la cual había traspasado su actividad financiera a Unicaja Banco en 2011. Su actividad consiste en el mantenimiento y difusión del patrimonio y la obra social y cultural heredada de la caja de ahorros.
El 31 de octubre de 2014, la Asamblea General de Unicaja aprobó la transformación de la entidad en una fundación bancaria, de acuerdo con la Ley de Cajas de Ahorros y Fundaciones Bancarias.
El nombre "Unicaja" se mantiene como una marca comercial de Unicaja Banco, entidad de la que la fundación posee parte del accionariado (a 31 de diciembre de 2024, un 31,22%).

## Historia

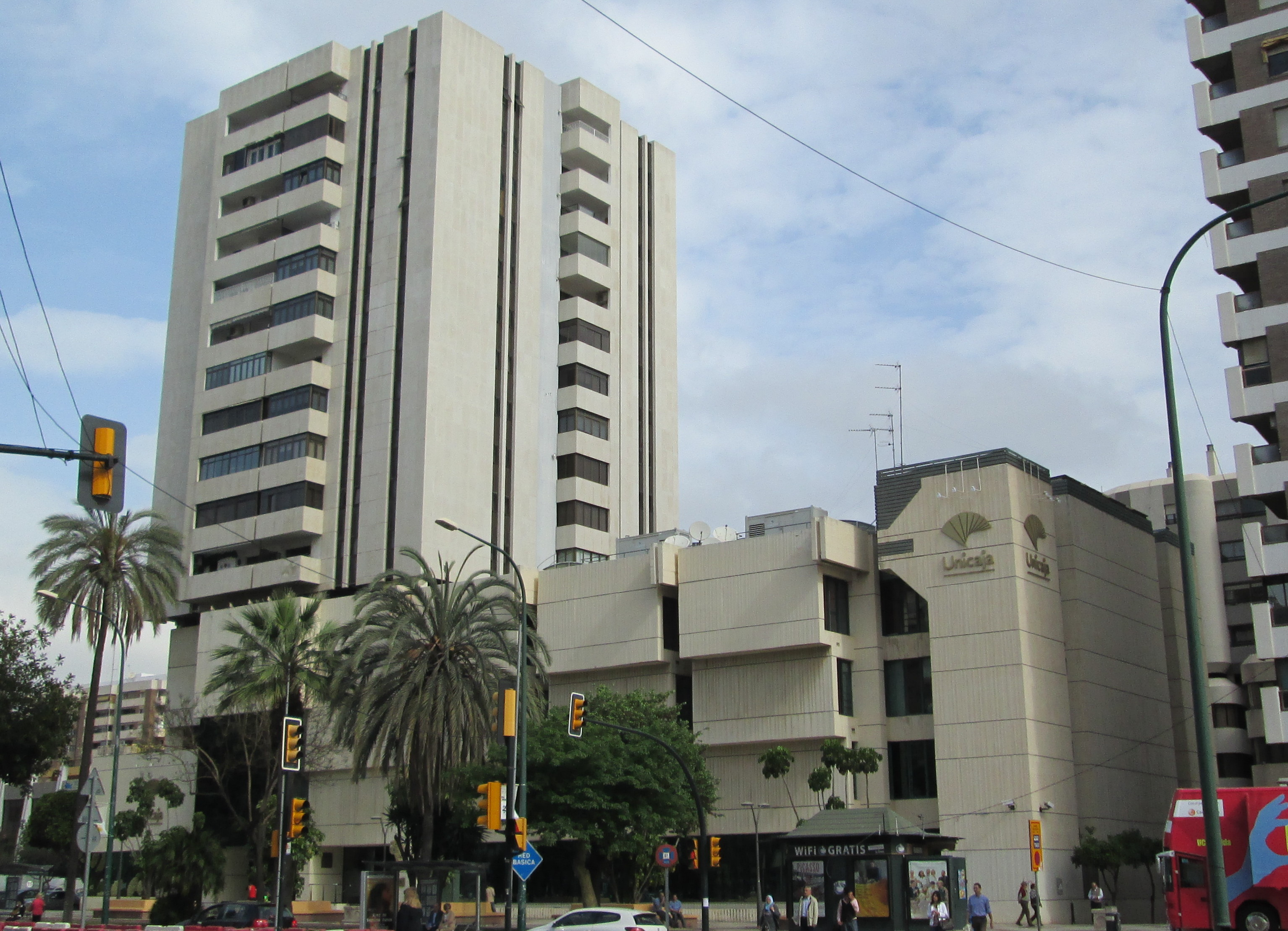
Antigua sede de la caja de ahorros en Málaga, actualmente sede de Unicaja Banco.

Fue creada como caja de ahorros el 18 de marzo de 1991 por la fusión de las cajas de:
- Caja de Ahorros y Monte de Piedad de Cádiz (1884).
- Monte de Piedad y Caja de Ahorros de Almería (1900).
- Caja de Ahorros y Préstamos de Antequera (1904).
- Monte de Piedad y Caja de Ahorros de Ronda (1909).
- Caja de Ahorros Provincial de Málaga (1949).

El 1 de enero de 2010 se sumó a las anteriores:
- Caja Provincial de Ahorros de Jaén (1981).[4]

### Unicaja Banco
El 1 de diciembre de 2011, la caja de ahorros Monte de Piedad y Caja de Ahorros de Ronda, Cádiz, Almería, Málaga, Antequera y Jaén (Unicaja) firmó la escritura de constitución de su banco, propiedad al cien por cien de la entidad, para el ejercicio indirecto de su actividad financiera, de forma que la entidad segregó su negocio financiero al referido banco Unicaja Banco, S.A.U. (más tarde, Unicaja Banco, S.A.), con lo que la caja de ahorros "no desaparece y sigue manteniendo su obra social y monte de piedad".

### Transformación en fundación
El 31 de octubre de 2014, la Asamblea General de Unicaja aprobó la transformación de la entidad en una fundación bancaria, de acuerdo con la Ley de Cajas de Ahorros y Fundaciones Bancarias.
El 30 de junio de 2017, Unicaja Banco salió a bolsa. Tras la salida a bolsa, la fundación bancaria, accionista mayoritario de Unicaja Banco, vio diluída su participación hasta el 51,7%.
Tras la fusión por absorción de Liberbank por Unicaja Banco en julio de 2021, la fundación pasó a tener un 30,236 de Unicaja Banco.

## Obra Social
Unicaja constituye la fundación privada con carácter social más importante de Andalucía.
El presupuesto de la Fundación Bancaria Unicaja para 2022 fue de 25.7 millones de euros.
Unicaja es patrocinador de varios equipos de deporte profesionales, siendo los más destacados el Club Baloncesto Málaga, el Málaga C.F., el Club Voleibol Almería, el Club de Atletismo Unicaja y el Club Balonmano Femenino Málaga Costa del Sol.